# He Zizhen

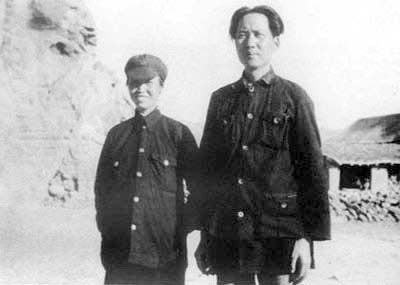
Mao et He en 1936.

He Zizhen ( pinyin: Hè Zizhēn; 20 septembre 1910-19 avril 1984) est la troisième femme de Mao Zedong. 

## Biographie

### Enfance et formation
He Zizhen est né dans le Jiangxi, en 1910, sous le nom de He Guiyuan.

### Carrière
Elle combat durant le soulèvement de Yongxin en 1927 et a commencé à servir en tant que partisane communiste.
Elle épouse Mao Zedong en 1928.
Elle participe à la Longue Marche.
Elle est répudiée en 1938 au profit de Jiang Qing (qui devient sa quatrième et dernière femme). L'historien Mobo Gao rapporte une interview de Zhu Zhongli (médecin qui devint connu en publiant des biographies de Jiang Qing) qui admet avoir bien connu Mao depuis l'époque de Yan'an et que ce n'était pas Jiang qui avait séduit Mao, comme cela a été largement affirmé. Il a également avancé que He Zizhen n'avait pas grand chose de commun avec Mao à part leur expérience révolutionnaire de la Jiangxi, tandis que les idées de Jiang sur la littérature et les arts ont inspiré Mao même dans ses dernières années. Zhu cite l'incident suivant : une fois, ayant vu Mao embrasser une journaliste étrangère, elle s'est avancée et a frappé la journaliste au visage, sans savoir que ce geste dans un pays étranger pouvait ne signifier qu'une poignée de main. He a fait plusieurs fausses couches et, malgré les efforts de Zhu pour le dissimuler, Mao a finalement compris que certaines grossesses de sa femme n'avaient rien à voir avec lui. Ayant été médecin à Yan'an à l'époque, il suggère que He était déjà cliniquement folle. Zhu affirme donc que c'est la faute de He si Mao a divorcé.
Elle s'établit à Shanghai en 1949. Elle est internée dans un hôpital psychiatrique pendant plus de trente ans.